# Isle of Fury
Isle of Fury (frei übersetzt Insel der Wut) ist ein US-amerikanischer Abenteuerfilm aus dem Jahr 1936 unter der Regie von Frank McDonald, dessen Hauptrollen besetzt sind mit Humphrey Bogart, Margaret Lindsay und Donald Woods. Das Drehbuch von Andrews und Jacobs beruht auf W. Somerset Maughams Roman The Narrow Corner (in Deutschland unter dem Titel Ein Stück des Weges erschienen) aus dem Jahr 1932. Warner Brothers hatte die Geschichte bereits drei Jahre zuvor unter ihrem Originaltitel verfilmt. 

## Handlung
Valentine „Val“ Stevens und Lucille Gordon heiraten auf der paradiesischen Südseeinsel Tankana, auf der allerdings gerade während der Hochzeitszeremonie ein Sturm wütet. Die Feier wird durch die Nachricht unterbrochen, dass ein Schiff auf ein vorgelagertes Riff aufgefahren und gesunken sei. Val will helfen und begibt sich dorthin, wo das Schiff verschwunden ist. Es gibt nur zwei Überlebende, die aus dem Meer geborgen werden, einmal den Kapitän des Schiffes Deever und zum anderen einen Mann namens Eric Blake. Nachdem beide Männer wieder zu Kräften gekommen sind, erweist sich Blake als angenehmer Mensch, während Deever sich als unangenehmer Zeitgenosse entpuppt. Er wird vom Arzt der Insel, Dr. Hardy, dabei erwischt, wie er versucht, Blakes Geld zu stehlen. Das hat zur Folge, dass Val ihn auf das nächste vorbeifahrende Schiff verfrachtet.
Val betreibt auf der Insel einen Handel mit Perlen, die vorhandene Kapitaldecke ist niedrig. Seit kurzem hat er das Problem, dass die für ihn arbeitenden einheimischen Perlentaucher sich weigern, nach Perlen zu tauchen, seit zwei ihrer Männer ertrunken sind. Um den Eingeborenen zu demonstrieren, dass es in der Tiefe nichts gibt, wovor man sich fürchten muss, zieht Val seine Taucherausrüstung an, um selbst abzutauchen. Nachdem er an der Stelle abgetaucht ist, wo die Perlensucher verschwunden sind, wird er von einem riesigen Oktopus angegriffen und kämpft verzweifelt um sein Leben. An Deck wird inzwischen schnell klar, dass zwei der Einheimischen gegen Val arbeiten und die Leine, die ihn sichern sollte, absichtlich falsch gebunden haben. Eric, der ebenso wie Vals Frau Lucille mit an Bord ist, springt daraufhin ins Wasser und tötet den Oktopus. Val, der schon dachte, seinen letzten Atemzug gemacht zu haben, kann so geborgen werden. Da nun einer dem anderen das Leben gerettet hat, stärkt und vertieft das die Freundschaft der beiden Männer weiter. 
Ein Problem für Eric ist, dass er sich seit seiner ersten Begegnung mit Lucille von ihrer Wärme und ihrem Charme angezogen fühlt und das mehr, als er sich eingestehen will. Auch Lucille fühlt sich zu Eric hingezogen. Doch beweist Eric ein weiteres Mal seine Freundschaft zu Val, als er die beiden einheimischen Anführer der Perlentaucher, einer von ihnen ist Vals Vorarbeiter Otar, dabei erwischt, wie sie versuchen, Vals Perlenvorrat zu stehlen. Val drängt Eric daraufhin, zu bleiben und sein Partner zu werden. Eric lehnt jedoch entschieden ab, ohne Val zu sagen, was der tatsächliche Grund seiner Weigerung ist. Er meint nur, er müsse weitersegeln. 
Als Eric am späten Abend mit Dr. Hardy noch einen Schlummertrunk genießt, sagt dieser ihm, dass er wisse, dass Eric ein Detektiv sei, den man auf die Insel geschickt habe, um Val festzunehmen, der von den Behörden wegen Mordes gesucht wird. Eric lässt Hardy jedoch wissen, dass er nicht glaube, dass Val ein Mörder sei. Die beiden werden von Deever, der heimlich mit einem Versorgungsboot zur Insel zurückgekehrt ist, belauscht. Er hat sich hinter Büschen versteckt und missversteht das Gespräch dahingehend, dass er glaubt, dass Eric der gesuchte Flüchtige ist. Er wendet sich an Val und will von ihm eine Belohnung von 5000 Dollar, um Eric auszuliefern. Val weist das Ansinnen wütend von sich, woraufhin Deever ihn aufzuwiegeln versucht, indem er ihm erzählt, dass Eric hinter Lucille her sei. Als Val nach Hause eilt, verabschiedet sich Eric gerade herzlich von Lucille, was Val missversteht. Zum Glück ist Dr. Hardy gerade zugegen und kann die Situation entschärfen und klären. Deever, der inzwischen weiß, dass Val der Gesuchte ist, will nun die für diesen ausgesetzte Belohnung kassieren und erscheint mit gezückter Waffe in dessen Haus, wo er alle Anwesenden bedroht. Lucilles Großvater klärt die Situation, indem er den Kapitän erschießt. Lucille macht Val klar, dass Eric ihr schon etwas bedeute, sie aber bei ihm bleiben werde.
Am nächsten Morgen wartet Eric am Kai auf den Dampfer und beantwortet die Frage von Dr. Hardy, was er in seinen Bericht schreiben werde, dahingehend, dass er erklären werde, dass der gesuchte Mann tot sei. Dann besteigt er das Beiboot und winkt dem Doktor zum Abschied zu.

## Produktion

### Produktionsnotizen, Hintergrundinformationen
Gedreht wurde in den Warner Brothers Burbank Studios in Burbank in Kalifornien in den USA. 
W. Somerset Maughams Geschichte, die dem Drehbuch dieses Films zugrunde liegt, wurde als Fortsetzungsroman von Oktober bis Dezember 1932 im Hearst International-Cosmopolitan veröffentlicht. Der Arbeitstitel des Films lautete: Three in Eden.
Alan G. Barbour schrieb in seiner Biografie über Humphrey Bogart, dass dieser sich in diesem Film ein bleistiftdünnes Oberlippenbärtchen habe zulegen und in „einem unheimlichen albernen Plot“ die Rolle eines Flüchtlings habe spielen müssen. Bogart sei in diesem Film ein Opfer der Studiobesetzung geworden. Wenn man ihn nach diesem Film gefragt habe, habe er stets behauptet („wobei zweifellos der Wunsch der Vater des Gedankens gewesen sein dürfte“), sich nicht einmal mehr daran erinnern zu können, den Film überhaupt jemals gemacht zu haben.
Rob Nixon schrieb bei Turner Classic Movies (TCM), dass die Rollenverteilung der Studios ein Mittel gewesen sei, um das Publikum zu gewinnen und dass die Schauspieler für alles besetzt worden seien, was vom Studio als kommerziell rentabel und zweckmäßig erachtet worden sei. Die beruflichen und künstlerischen Ziele der Vertragsschauspieler hätten in der Regel hinter der Praxis des Unternehmens zurückstehen müssen, das jedes Jahr schnell eine große Anzahl von Filmen erstellen wollte. Die Handlung von Isle of Fury biete Gelegenheit, sowohl Elemente von Mystery, Abenteuer und Action sowie auch romantische Momente einzubauen. Der Kinotrailer pries den Film seinerzeit mit der Schlagzeile, „die merkwürdigste Dreiecksbeziehung, die je gefilmt“ worden sei. In der bereits 1933 von Warner Bros. verfilmten Geschichte unter dem Titel The Narrow Corner spielten Douglas Fairbanks Jr. und Ralph Bellamy die Hauptrollen. Der Film Isle of Fury gehört zu den am wenigsten gelungenen Adaptionen aus Maughams Werk. Im Jahr nach den Dreharbeiten zu diesem Film ging es für Bogart deutlich in hochkarätigen Rollen bergauf.

### Veröffentlichung
Der Film hatte am 10. Oktober 1936 in den Vereinigten Staaten Premiere. Im Vereinigten Königreich wurde er erstmals am 13. Oktober 1936 in London gezeigt, in Australien am 5. Februar 1937 und im gesamten Vereinigten Königreich am 12. April 1937. Ebenfalls im Jahr 1937 lief der Film erstmals in Dänemark, Finnland und Schweden, 1938 im belgischen Brüssel und 1939 in Portugal. In den Vereinigten Staaten wurde der Film erstmals am 6. März 1957 in Portland in Oregon im Fernsehen gezeigt. Eine Veröffentlichung des Films erfolgte zudem in folgenden Ländern: Brasilien, Frankreich, Griechenland, Italien, Mexiko, in der Sowjetunion, in Venezuela und in Jugoslawien.

## Kritik
Cinecaps Digest schrieb, dass Bogart in diesem kleinen B-Movie, in einer seiner ersten Hauptrollen, bevor er zum Star geworden sei, nicht habe überzeugen können. Zudem missfalle der alberne Schnurrbart, den er trage. Der Film biete langweile Suspense-Elemente und leidenschaftslose Romantik, was zu Langeweile und dann auch noch einem überstürzten und enttäuschenden Finale führe. Es möge zwar verlockend sein, sich den Film nur deshalb anzusehen, weil man Bogart mit einem Gummikrake ringen sehen könne. Besser sei es jedoch dieses Verlangen zu ignorieren.
Derek Winnert war der Meinung, dass Isle of Fury lediglich als Kuriosität interessant sei, um den jungen Humphrey Bogart noch vor seinem Durchbruch als Star zu sehen, der nach seinem Debüt in A Devil with Women im Jahr 1930 bereits in seinem 15. Film agiere. Der junge Bogart sei in diesem ziemlichen matschigen Morast noch sehenswert, einer schwachen, unterbewerteten und überstrapazierten Version von W. Somerset Maughams Roman The Narrow Corner, der bereits drei Jahre zuvor unter seinem Originaltitel verfilmt worden sei. Bogart selbst habe Isle of Fury von seiner Filmliste gestrichen und es sei leicht zu erkennen, warum, obwohl es sich um eine seiner ersten Hauptrollen gehandelt habe.
Frank Showalter von Frank’s Movie Log konnte dem Film ebenfalls kaum etwas abgewinnen und sprach von einem Inselmelodram mit Fehlbesetzung, in dem Bogart einen schnurrbärtigen, Tropenhelm tragenden Besitzer einer Perlenzucht in der Südsee spiele. Bogarts Kampf mit dem Riesenkraken bringe einen eher zum Lachen, ebenso wie das lächerliche, mit Erklärungen gespickte Finale.
Dennis Schwartz schrieb, dies sei kein so schlechter Film, wie Bogart selbst geglaubt habe. Das B-Melodram werden von Regisseur Frank McDonald gut umgesetzt. E. E. Clive spiele den verdächtigen, die Bibel zitierenden Arzt, der mit seinen philosophischen Äußerungen das Sagen auf der Insel zu haben scheine und Bogart den geläuterten Helden, der seine kriminelle Vergangenheit überwinden müsse. Obwohl die Handlung Schwächen aufweise, funktioniere der Film als bescheidenes Actiondrama gut.